# ستيف أوقست
ستيف أوقست (بالإنجليزية: Steve August)‏ هو لاعب كرة قدم أمريكية أمريكي، ولد في 4 سبتمبر 1954 في جانيت في الولايات المتحدة.

## وصلات خارجية
- ستيف أوقست على موقع مرجع كرة القدم المحترفة.كوم (الإنجليزية)